# Lovre Tvrdić
Lovret Tvrdić je hrvatski bivši košarkaš.
Igrao je 1960-ih i početkom '70-ih.

## Igračka karijera

### Klupska karijera
U karijeri je igrao za splitsku Jugoplastiku. 
S Jugoplastikom je igrao u finalu Kupa europskih prvaka 1971./72. godine. U sastavu su još bili Petar Skansi, Rato Tvrdić, Damir Šolman, Zdenko Prug, Mihajlo Manović, Branko Macura, Dražen Tvrdić, Duje Krstulović, Mirko Grgin, Drago Peterka, Ivo Škarić, Zoran Grašo, a sastav je vodio Branko Radović.
1972./73. je s Jugoplastikom igrao u finalu Kupa pobjednika kupova. U sastavu su još igrali Rato Tvrdić, Damir Šolman, Mihajlo Manović, Duje Krstulović, Branko Macura, Zdenko Prug, Dražen Tvrdić, Mirko Grgin, Ivo Škarić, Mlađan Tudor, Zoran Grašo, a vodio ih je Srđan Kalember.